# Tirreno-Adriatico 2011
Tirreno-Adriatico 2011 var den 46. udgave af cykelløbet Tirreno-Adriatico. Det blev arrangeret fra 9. til 15. marts 2011 og gik over syv etaper. Cadel Evans vandt løbet samlet.

## Deltagende hold
- ProTeam: Ag2r-La Mondiale, Pro Team Astana, BMC Racing Team, Euskaltel-Euskadi, Garmin-Cervélo, Team HTC-Highroad, Katusha, Lampre-ISD, Liquigas-Cannondale, Leopard Trek, Movistar Team, Omega Pharma-Lotto, Quick Step, Rabobank, Team RadioShack, Saxo Bank-SunGard, Team Sky, Vacansoleil-DCM.
- Professionelle kontinentalhold: Acqua & Sapone, Farnese Vini-Neri Sottoli

## Etaper

### Onsdag 9. marts – 1. etape:Marina di Carrara, 16,8 km (holdtidskørsel)
|   | Hold                | Tid   |
| - | ------------------- | ----- |
| 1 | Rabobank            | 18.08 |
| 2 | Garmin-Cervélo      | + 9   |
| 3 | Team HTC-Highroad   | + 10  |
| 4 | Saxo Bank-SunGard   | + 11  |
| 5 | Liquigas-Cannondale | + 22  |

|   | Rytter              | Hold     | Tid   |
| - | ------------------- | -------- | ----- |
| 1 | Lars Boom           | Rabobank | 18.08 |
| 2 | Sebastian Langeveld | Rabobank | s.t.  |
| 3 | Robert Gesink       | Rabobank | s.t.  |
| 4 | Bram Tankink        | Rabobank | s.t.  |
| 5 | Óscar Freire        | Rabobank | s.t.  |

### Torsdag 10. marts – 2. etape:Carrara–Arezzo, 202 km
|   | Rytter              | Hold               | Tid     |
| - | ------------------- | ------------------ | ------- |
| 1 | Tyler Farrar        | Garmin-Cervélo     | 4:56.06 |
| 2 | Alessandro Petacchi | Lampre-ISD         | s.t.    |
| 3 | Juan José Haedo     | Saxo Bank-SunGard  | s.t.    |
| 4 | Mark Renshaw        | Team HTC-Highroad  | s.t.    |
| 5 | Marcel Sieberg      | Omega Pharma-Lotto | s.t.    |

|   | Rytter              | Hold           | Tid     |
| - | ------------------- | -------------- | ------- |
| 1 | Tyler Farrar        | Garmin-Cervélo | 5:14.13 |
| 2 | Tom Leezer          | Rabobank       | + 1     |
| 3 | Lars Boom           | Rabobank       | + 1     |
| 4 | Sebastian Langeveld | Rabobank       | + 1     |
| 5 | Óscar Freire        | Rabobank       | + 1     |

### Fredag 11. marts – 3. etape:Terranuova Bracciolini–Perugia, 189 km
|   | Rytter              | Hold                | Tid     |
| - | ------------------- | ------------------- | ------- |
| 1 | Juan José Haedo     | Saxo Bank-SunGard   | 4:39.45 |
| 2 | Tyler Farrar        | Garmin-Cervélo      | s.t.    |
| 3 | Daniel Oss          | Liquigas-Cannondale | s.t.    |
| 4 | Alessandro Petacchi | Lampre-ISD          | s.t.    |
| 5 | Mark Renshaw        | Team HTC-Highroad   | s.t.    |

|   | Rytter          | Hold              | Tid     |
| - | --------------- | ----------------- | ------- |
| 1 | Tyler Farrar    | Garmin-Cervélo    | 9:53.51 |
| 2 | Juan José Haedo | Saxo Bank-SunGard | + 5     |
| 3 | Lars Boom       | Rabobank          | + 6     |
| 4 | Óscar Freire    | Rabobank          | + 8     |
| 5 | Tom Leezer      | Rabobank          | + 8     |

### Lørdag 12. marts – 4. etape:Narni–Chieti, 240 km
|   | Rytter           | Hold                | Tid     |
| - | ---------------- | ------------------- | ------- |
| 1 | Michele Scarponi | Lampre-ISD          | 6:10.59 |
| 2 | Damiano Cunego   | Lampre-ISD          | + 0     |
| 3 | Cadel Evans      | BMC Racing Team     | + 0     |
| 4 | Ivan Basso       | Liquigas-Cannondale | + 2     |
| 5 | Danilo di Luca   | Katusha             | + 6     |

|   | Rytter           | Hold                | Tid      |
| - | ---------------- | ------------------- | -------- |
| 1 | Robert Gesink    | Rabobank            | 16:05.10 |
| 2 | Cadel Evans      | BMC Racing Team     | + 10     |
| 3 | Ivan Basso       | Liquigas-Cannondale | + 12     |
| 4 | Michele Scarponi | Lampre-ISD          | + 15     |
| 5 | Damiano Cunego   | Lampre-ISD          | + 19     |

### Søndag 13. marts – 5. etape:Chieti–Castelraimondo, 240 km
|   | Rytter           | Hold               | Tid     |
| - | ---------------- | ------------------ | ------- |
| 1 | Philippe Gilbert | Omega Pharma-Lotto | 6:43.23 |
| 2 | Wout Poels       | Vacansoleil-DCM    | s.t.    |
| 3 | Damiano Cunego   | Lampre-ISD         | s.t.    |
| 4 | Danilo di Luca   | Katusha            | s.t.    |
| 5 | Andrey Amador    | Movistar Team      | s.t.    |

|   | Rytter           | Hold                | Tid      |
| - | ---------------- | ------------------- | -------- |
| 1 | Cadel Evans      | BMC Racing Team     | 22:48.45 |
| 2 | Ivan Basso       | Liquigas-Cannondale | + 2      |
| 3 | Damiano Cunego   | Lampre-ISD          | + 3      |
| 4 | Michele Scarponi | Lampre-ISD          | + 5      |
| 5 | Robert Gesink    | Rabobank            | + 5      |

### Mandag 14. marts – 6. etape:Ussita–Macerata, 178 km
|   | Rytter            | Hold                      | Tid     |
| - | ----------------- | ------------------------- | ------- |
| 1 | Cadel Evans       | BMC Racing Team           | 4:37.58 |
| 2 | Giovanni Visconti | Farnese Vini-Neri Sottoli | s.t.    |
| 3 | Michele Scarponi  | Lampre-ISD                | s.t.    |
| 4 | Vincenzo Nibali   | Liquigas-Cannondale       | s.t.    |
| 5 | Ivan Basso        | Liquigas-Cannondale       | s.t.    |

|   | Rytter           | Hold                | Tid      |
| - | ---------------- | ------------------- | -------- |
| 1 | Cadel Evans      | BMC Racing Team     | 27:26.33 |
| 2 | Michele Scarponi | Lampre-ISD          | + 9      |
| 3 | Ivan Basso       | Liquigas-Cannondale | + 12     |
| 4 | Robert Gesink    | Rabobank            | + 15     |
| 5 | Vincenzo Nibali  | Liquigas-Cannondale | + 21     |

### Tirsdag 15. marts – 7. etape:San Benedetto del Tronto, 9,3 km (enkeltstart)
|   | Rytter            | Hold              | Tid   |
| - | ----------------- | ----------------- | ----- |
| 1 | Fabian Cancellara | Leopard Trek      | 10.33 |
| 2 | Lars Boom         | Rabobank          | + 9   |
| 3 | Adriano Malori    | Lampre-ISD        | + 19  |
| 4 | Rick Flens        | Rabobank          | + 20  |
| 5 | Bert Grabsch      | Team HTC-Highroad | + 22  |

|   | Rytter           | Hold                | Tid      |
| - | ---------------- | ------------------- | -------- |
| 1 | Cadel Evans      | BMC Racing Team     | 27:37.37 |
| 2 | Robert Gesink    | Rabobank            | + 11     |
| 3 | Michele Scarponi | Lampre-ISD          | + 15     |
| 4 | Ivan Basso       | Liquigas-Cannondale | + 24     |
| 5 | Vincenzo Nibali  | Liquigas-Cannondale | + 30     |

## Slutresultater

### Sammenlagt
|    | Rytter           | Hold                | Tid      |
| -- | ---------------- | ------------------- | -------- |
| 1  | Cadel Evans      | BMC Racing Team     | 27:37.37 |
| 2  | Robert Gesink    | Rabobank            | + 11     |
| 3  | Michele Scarponi | Lampre-ISD          | + 15     |
| 4  | Ivan Basso       | Liquigas-Cannondale | + 24     |
| 5  | Vincenzo Nibali  | Liquigas-Cannondale | + 30     |
| 6  | Marco Pinotti    | Team HTC-Highroad   | + 39     |
| 7  | Tiago Machado    | Team RadioShack     | + 42     |
| 8  | Damiano Cunego   | Lampre-ISD          | + 50     |
| 9  | Philippe Gilbert | Omega Pharma-Lotto  | + 57     |
| 10 | Thomas Löfkvist  | Team Sky            | + 58     |

### Pointtrøjen
|   | Rytter           | Hold            | Point |
| - | ---------------- | --------------- | ----- |
| 1 | Michele Scarponi | Lampre-ISD      | 26    |
| 2 | Tyler Farrar     | Garmin-Cervélo  | 26    |
| 3 | Cadel Evans      | BMC Racing Team | 20    |

### Bjergtrøjen
|   | Rytter           | Hold              | Point |
| - | ---------------- | ----------------- | ----- |
| 1 | Davide Malacarne | Quick Step        | 16    |
| 2 | Javier Aramendia | Euskaltel-Euskadi | 11    |
| 3 | Gorazd Štangelj  | Astana            | 11    |

### Ungdomstrøjen
|   | Rytter        | Hold            | Tid      |
| - | ------------- | --------------- | -------- |
| 1 | Robert Gesink | Rabobank        | 27.37:48 |
| 2 | Simon Clarke  | Astana          | + 1.45   |
| 3 | Wout Poels    | Vacansoleil-DCM | + 1.52   |